# Station Odolion
Station Odolion was tussen 1867 en 2014 een spoorwegstation in de Poolse plaats Odolion.